# Minerva Stiftung
Die Minerva Stiftung Gesellschaft für die Forschung (kurz: Minerva Stiftung) ist eine Einrichtung, die der Förderung des Wissenschaftsaustausches zwischen Deutschland und Israel dient. Die Rechtsform der Minerva Stiftung ist eine gemeinnützige GmbH, deren Anteile von der Max-Planck-Gesellschaft gehalten werden. Die Finanzierung der Arbeit erfolgt überwiegend durch das Bundesministerium für Bildung und Forschung.

## Förderprogramme
Die Minerva Stiftung betreibt im Wesentlichen drei Förderprogramme:
- Langzeit- und Kurzzeitstipendien für deutsche und israelische Wissenschaftler für Gastaufenthalte an Forschungsinstitutionen im jeweils anderen Land
- Programm der „Minerva Zentren“, kleine Forschungszentren an israelischen Forschungseinrichtungen
- das „Minerva-Weizmann Programm“, das wissenschaftliche Projekte am Weizmann Institute of Science fördert

Weiterhin existieren Minerva-Gentner-Symposien und die Minerva Schools.
Das Minerva-Weizmann-Programm war das erste von mehreren deutsch-israelischen wissenschaftlichen Programmen. Es entwickelte sich aus den ersten wissenschaftlichen Kontakten zwischen der Max-Planck-Gesellschaft und dem Weizmann Institute of Science zu einem Programm, das Einzel- und Gruppenprojekte am Weizmann Institute of Science in Rehovot fördert.
Das Minerva-Stipendienprogramm ermöglicht israelischen und deutschen Wissenschaftlern einen Forschungsaufenthalt an Einrichtungen im jeweils anderen Land zu absolvieren. Doktoranden und Postdoktoranden erhalten die Möglichkeit, an einer Gastinstitution in Israel oder Deutschland ihr Forschungsprojekt durchzuführen. Seit Beginn des Programms im Jahr 1973 wurden mehr als 1700 Minerva-Stipendien an deutsche und israelische Wissenschaftler vergeben.
Minerva-Zentren existieren seit 1975, an israelischen Institutionen werden dadurch kleine Forschungszentren in unterschiedlichen Wissenschaftsbereichen gefördert. Aktuell existieren 22 Minerva-Zentren am Weizmann Institute of Science, der Hebrew University of Jerusalem, der Tel Aviv University, der Bar-Ilan University, der University of Haifa und dem Technion in Haifa.

## Arches-Preis
Seit 2008 wird der Arches-Preis für deutsch-israelische Kooperation (ausgeschrieben Award for Research Cooperation and High Excellence in Science) über die Minerva Stiftung vergeben. Der Preis wurde in diesem Jahr anlässlich des deutsch-israelischen Wissenschaftsjahres ins Leben gerufen, er wird aus Mitteln des deutschen Bundesministeriums für Bildung und Forschung finanziert. Ausgezeichnet werden mindestens ein und häufig mehrere deutsch-israelische Forschungsteams, die pro Team 266.000 Euro erhalten (früher 200.000 Euro). Das Geld steht ausschließlich für Forschungszwecke zur Verfügung. Der Preis wurde zuletzt im April 2019 vergeben.

## Geschichte
1959 besuchte eine Delegation der Max-Planck-Gesellschaft unter der Leitung ihres Präsidenten Otto Hahn das Weizmann-Institut in Rehovot. Nach einer langen Zeit des diplomatischen Schweigens markierte der Kontakt zwischen Wissenschaftlern dieser beiden Institutionen den Beginn der Wiederaufnahme der Beziehungen zwischen Deutschland und Israel. Nach diesem Treffen stellte die Bundesregierung 3 Millionen Mark Startkapital für zukünftige Forschungsprojekte und Wissenschaftsaustausch mit dem Weizmann-Institut zur Verfügung.
1962 wurde die „Minerva Gesellschaft für die Forschung mbH“, heute die „Minerva Stiftung - Gesellschaft für die Forschung mbH“, als Tochterfirma der Max-Planck-Gesellschaft gegründet. Die Minerva Stiftung schloss 1964 eine Vereinbarung mit dem Weizmann-Institut, die die Grundlage für das Minerva-Weizmann-Programm bildete.